# A dzsesszénekes
A dzsesszénekes (eredeti cím: The Jazz Singer) 1927-ben bemutatott fekete-fehér egész estés amerikai hangosfilm Alan Crosland rendezésében. A film mérföldkő a mozi történetében: a kor egyik legismertebb énekese, Al Jolson főszereplésével készült Warner Bros.-produkciót tekintik az első teljesen hangos filmnek. Az első mondat, ami elhangzik a film elején:„Még nem hallottatok semmit!”. A hang megjelenése olyan forradalmi hatást gyakorolt Hollywoodra, amely egyetlen korábbi film esetében sem történt.

## Cselekmény
Jakie az egyetlen fia volt a hithű Rabinowitz kántornak, aki arra biztazza a fiát, hogy kövesse a családi hagyományokat. Jakie-t befolyásolták a zsidó gyökerei, de egyetlen szenvedélye a dzsessz volt. Énekesi karrierről álmodott. A család egyik barátja elárulta a kántornak, hogy látta Jackie-t egy kávéházban énekelni; a felbőszült apa megbüntette a fiát, aki erre megszökött otthonról. Édesanyja megtört. Évekkel később új néven (Jack Robin) elismert dzsesszénekes vált belőle. Visszatért a szülői házba bocsánatért. Az időközben lebetegedett apja azonban továbbra is elfordult tőle. Jakie-nek választania kellett a zsidó identitás és a bokszos képű énekesi karrier között.
Michael Rogin, híres politológus kifejtette, hogy a film remekül példázza a zsidóság átalakulását az amerikai társadalomban: beolvadását a fehér Amerikába, a vallási dogmák enyhülését és a zsidó vállalkozók megjelenését a szórakoztatóiparban a hangosfilm kialakulásának időszakában.

## Szereplők
- Al Jolson – Jakie Rabinowitz (Jack Robin)
- May McAvoy –  Mary Dale
- Warner Oland –  Rabinowitz kántor
- Eugenie Besserer – Sara Rabinowitz
- Otto Lederer – Moisha Yudelson
- Robert Gordon – Jakie Rabinowitz (13 éves)
- Richard Tucker –  Harry Lee
- Cantor Joseff Rosenblatt – saját maga

## Díjak
- Academy Award (1929)[3][4]
  - jelölés: legjobb adaptált forgatókönyv – Alfred A. Cohn
  - díj: Speciális-díj (életműdíj) – Warner Brothers